# Austrocheirus
Austrocheirus ist eine Gattung theropoder Dinosaurier aus der Gruppe der Abelisauroidea. Bislang ist lediglich ein sehr fragmentarisch überliefertes Exemplar bekannt, das aus der späten Oberkreide (Unteres Maastrichtium) von Argentinien stammt. Diese Gattung wurde 2010 von Ezcurra und Kollegen mit der einzigen Art Austrocheirus isasii wissenschaftlich erstbeschrieben.
Der Name Austrocheirus (von griechisch austros, „südlich“, und von griechisch-lateinisch cheirus „Hand“) bedeutet so viel wie „südliche Hand“ und soll auf die Hand als herausstechendes Merkmal dieser Gattung hinweisen. Das Artepitheton, isasii, ehrt Marcelo Isasi für seine langjährige Arbeit als Präparator paläontologischer Funde sowie für die Entdeckung des Austrocheirus-Fossils.

## Merkmale
Austrocheirus war ein mittelgroßer Theropode mit einer geschätzten Körperlänge von 7 bis 8 m. Während abgeleitete Vertreter der Abelisauridae, wie Majungasaurus, Aucasaurus und Carnotaurus, proportional sehr kurze, reduzierte Arme aufwiesen, waren die Arme von Austrocheirus nicht zurückgebildet. Damit handelt es sich bei Austrocheirus um den bisher einzigen bekannten mittelgroßen, spätkreidezeitlichen Abelisauroidea mit nicht verkürzten Armen. Die Forscher schließen daraus, dass die Reduktion der Arme bei abgeleiteten Abelisauriden nicht direkt mit ihrer größeren Körpergröße zusammenhängt, sondern dass es sich um eine Apomorphie dieser Gruppe handelt.
Anhand der Knochenstruktur des dritten Mittelhandknochens lässt sich das ungefähre Alter des Individuums abschätzen. So zeigt die äußerste Kortikalis einige sehr eng beieinanderliegende Linien verminderten Wachstums – dieses als External Fundamental System bekannte Merkmal zeigt an, dass es sich um ein ausgewachsenes Individuum handelte. Da die Kortikalis jedoch noch nicht vollständig durch sekundäre Osteonen umgebildet ist, handelte es sich wahrscheinlich nicht um ein sehr altes Individuum.
Diese Gattung lässt sich anhand einer Reihe einzigartiger anatomischer Merkmale von anderen Gattungen abgrenzen: Beispielsweise zeigt der dritte Mittelhandknochen (Metacarpale III) einen dorsoventral verschmälerten Schaft, während die Zehenknochen (Phalangen) einen longitudinalen Kamm aufweisen.

## Systematik
Austrocheirus ist ein basaler (ursprünglicher) Vertreter der Abelisauroidea, einer Gruppe innerhalb der Ceratosauria. Eine von Ezcurra und Kollegen (2010) durchgeführte phylogenetische Analyse kann die genauen Verwandtschaftsbeziehungen zu anderen basalen Abelisauroidea jedoch nicht auflösen; in dieser Analyse bildet Austrocheirus eine Polytomie mit den Gattungen Noasaurus, Ligabueino, Masiakasaurus, Elaphrosaurus und der Gruppe Abelisauridae.

## Fund
Der bisher einzige Fund wurde im März 2002 in der Fundstelle Hoyada Arroyo Seco entdeckt, nahe dem Westufer des Río La Leona im südwestlichen Santa Cruz. Der Fund stammt aus der Pari-Aike-Formation (Unteres Maastrichtium). Andere Dinosaurierfunde dieser Formation schließen den basalen Ornithopoden Talenkauen, den Titanosaurier Puertasaurus, sowie den basalen Tetanurae Orkoraptor mit ein.
Der Fund (Holotyp, Exemplarnummer MPM-PV 10003) besteht aus unvollständigen Schwanzwirbeln, einem linken dritten Mittelhandknochen, einem linken Fingerknochen des dritten Fingers, dem Unterende eines Schienbeins (Tibia) sowie dem fragmentarischen linken dritten Mittelfußknochen. Die Knochen wurden auf einer Fläche von 2 m² gefunden. Da sich die Knochen in ihrer Größe entsprechen und keine weiteren Überreste von Landwirbeltieren gefunden wurden, können alle Knochen einem einzigen Individuum zugeschrieben werden.